# СКВИД

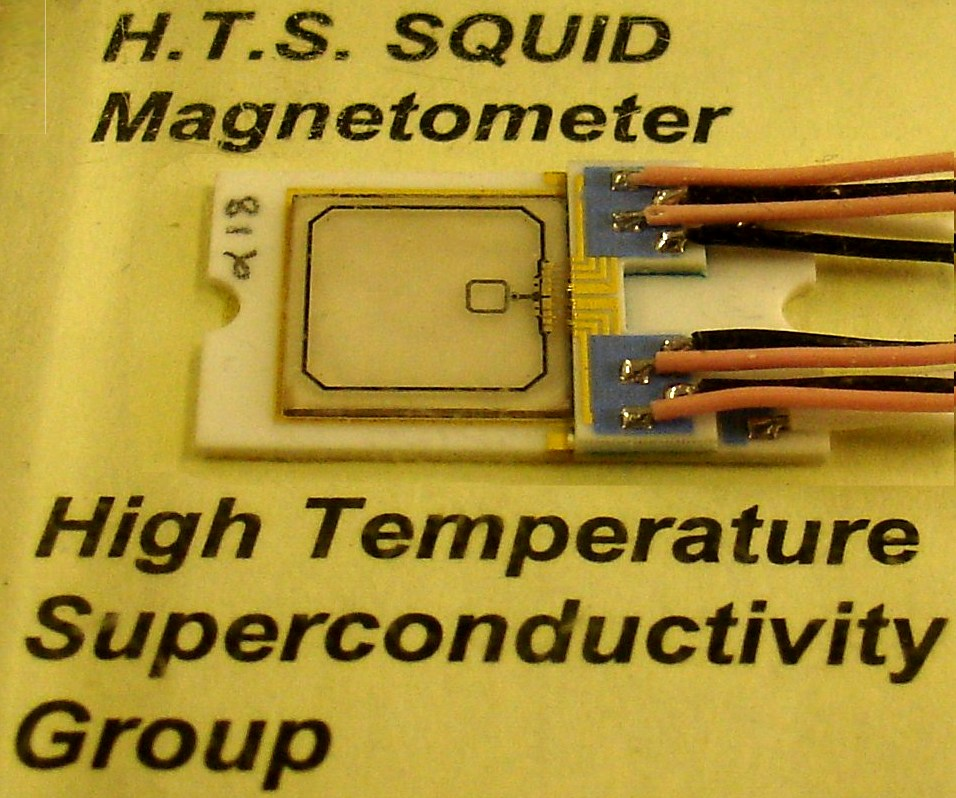
Измерительная часть СКВИДа

СКВИД (от англ. SQUID, superconducting quantum interference device — «сверхпроводящий квантовый интерферометр»; в буквальном переводе с английского squid — «кальмар»; сверхпроводящий магнитометр) — сверхчувствительные магнитометры, используемые для измерения очень слабых магнитных полей. СКВИД-магнитометры обладают рекордно высокой чувствительностью, достигающей 5⋅10−33 Дж/Гц (чувствительность по магнитному полю — 10−13 Тл). Для длительных измерений усредненных значений в течение нескольких дней можно достичь значений чувствительности в 5⋅10−18 Тл.

## Принцип работы

Изменение напряжения за счет генерации на джозефсоновском контакте

Простейший квантовый магнитометр — СКВИД представляет собой сверхпроводящее кольцо с двумя джозефсоновскими туннельными контактами. Процессы происходящие в таком устройстве — в некотором смысле аналог оптической интерференцией на двух щелях, только в данном случае интерферируют не световые волны, а два джозефсоновских тока. Существенным для понимания работы СКВИДа является наличие волновых свойств у электрона — в СКВИДе волны де-Бройля электронов разделяется на две, каждая из которых проходит свой туннельный контакт, а затем обе волны сходятся вместе. При отсутствии внешнего поля обе ветви будут эквивалентны, и обе волны придут в одной фазе. Но при наличии потока магнитного поля через контур в нём будет наводиться циркулирующий сверхпроводящий ток. Этот ток в одном из контактов будет вычитаться из постоянного внешнего тока, а во втором — складываться с ним. Теперь две ветви будут иметь разные токи, и между волнами через туннельные контакты возникнет разность фаз. Волны электронов, пройдя через контакты и соединившись, будут интерферировать, интерференция проявится как зависимость критического тока СКВИДА от приложенного внешнего магнитного поля. Периодический характер зависимости напряжения от поля позволяет обнаруживать отдельные кванты магнитного потока. Периодический вид зависимости возникает из-за изменения фазы электронной волны на джозефсоновском контакте на {\displaystyle 2\pi n,} где {\displaystyle n} — целое число.

## Типы СКВИДов

Электрическая схема СКВИДа на постоянном токе, здесь — внешний ток через СКВИД, — критический ток, — магнитный поток, приложенный к контуру, — падение напряжения на СКВИДе.

Слева: вольт-амперная характеристика СКВИДа. Верхняя кривая соответствует, а нижняя —.
Справа: зависимость напряжения на контакте от магнитного потока через контур. Период колебаний равен одному кванту потока.

Различают два типа СКВИДов — СКВИД на постоянном токе (двухконтактный СКВИД) и высокочастотный СКВИД (одноконтактный СКВИД). СКВИД на постоянном токе был изобретен в 1964 году физиками Robert Jaklevic, John J. Lambe, James Mercereau, и Arnold Silver. Они же вместе с Джеймсом Эдвардом Циммерманом изобрели СКВИД на переменном токе.

### СКВИД на постоянном токе
СКВИД на постоянном токе представляет собой два джозефсоновских перехода, включенных параллельно. Включение осуществляется массивными сверхпроводниками, которые вместе с джозефсоновскими переходами а и b образуют замкнутый контур (кольцо). Внутрь этого кольца введена катушка, создающая магнитный поток.
Работа СКВИДа на постоянном токе описывается двумя соотношениями Джозефсона:
{\displaystyle I_{c}=I_{s}\sin \varphi }
{\displaystyle \hbar {\frac {\partial \varphi }{\partial t}}=2eV}
Эти соотношения описывают соответственно стационарный и нестационарный эффект Джозефсона. Видно, что наиболее устойчиво сверхпроводящее состояние кольца по отношению к внешнему току будет в случаях, когда полный магнитный поток через интерферометр будет равен целому числу квантов потока {\displaystyle \Phi _{0}}. Наоборот, случай, когда полный поток равен полуцелому числу квантов потока, соответствует неустойчивому сверхпроводящему состоянию: достаточно приложить к интерферометру ничтожный ток, чтобы он перешел в резистивное состояние и чтобы вольтметр обнаружил напряжение на интерферометре.

### СКВИД на переменном токе (ВЧ-СКВИД)
Работа СКВИДа на переменном токе основана на нестационарном эффекте Джозефсона и использует только один джозефсоновский контакт. ВЧ-СКВИД в измерительной технике демонстрирует обычно более высокую чувствительность за счет более высокой трансформации потока от измерительного объёма (образца). Он дешевле и проще в производстве в малых количествах. Значительная часть экспериментов в фундаментальной физике и измерений в биомагнетизме, включая измерение сверхмалых сигналов, были выполнены с использованием СКВИДов на переменном токе.

## Использование СКВИДов
Исключительно высокая энергетическая чувствительность (порядка долей постоянной Планка), которой обладают СКВИДы при измерениях магнитных полей, открыла новые возможности в экспериментах фундаментальной физики. Одна из таких задач — оценка возможной величины электрического дипольного момента (ЭДМ) электрона. Общеизвестно, что электроны обладают электрическим зарядом и спином. Эффекты, связанные с нарушением СР- и Т-инвариантности, не запрещают электрону иметь распределение электрического заряда, не совпадающее с распределением его массы, то есть электрический дипольный момент. Различные модели предсказывают существование у электрона ЭДМ на уровне от 10−20 см на заряд электрона до 10−28 см на заряд электрона, а возможно, и ещё меньше. Соответствующие опыты со СКВИДом показали, что ЭДМ у электронов меньше, по крайней мере, 10−22 см на заряд электрона. Этот результат вошел в справочники по свойствам элементарных частиц и к настоящему времени вызвал целую серию подобных измерений.
На исключительно высокую чувствительность к магнитному потоку опирается весь спектр медицинских (магнитоэнцефалография, магнитогастрография, магнитный маркерный мониторинг, исследование сердца), технических (ядерный магнитный резонанс), горно-геологических (геофизическая разведка, палеомагнитный метод изучения горных пород) применений СКВИДов. Также есть соображения в части применения СКВИДов в квантовом компьютере в качестве кубитов.

### Сканирующий СКВИД-микроскоп
В отличие от традиционных магнитометров, в которых СКВИДы используются как пассивные датчики низкочастотного или постоянного магнитного поля, в новом микроскопе используется переменный ток микроволновой частоты, циркулирующий по кольцу СКВИДа, когда на его джозефсоновских переходах возникает постоянное напряжение (нестационарный эффект Джозефсона). Основной принцип действия в том, что микроволновой ток течет в кольце СКВИДа легче, когда рядом с ним находится проводящий образец.

## СКВИДы в фантастике
- Писатель-фантаст Уильям Гибсон использует СКВИДы в рассказе 1981 года «Джонни Мнемоник», где киборгизированный бывший военный дельфин использует СКВИД-имплантат для чтения запоминающего устройства, вживлённого в мозг главного героя.
- В фильме «Странные дни» СКВИДы используются для записи и воспроизведения воспоминаний человека, некоторые из которых обмениваются на чёрном рынке.
- В романе Майкла Крайтона 1999 года «В ловушке времени» СКВИДы упоминаются как часть устройства квантовой телепортации, разработанной ITC.
- В романе «RedRobe» Джона Кортни Гримвуда содержится ссылка на СКВИД-зонды, используемые для чтения воспоминаний и мыслей, как части допроса.
- СКВИДы используются как часть полиграфа в романе Нила Стивенсона «Лавина».
- СКВИДы упоминаются в фильме «Химическая свадьба», где они являются частью суперкомпьютера, который используется для повторного воплощения Алистера Кроули.